# 蒂萨耶讷
蒂萨耶讷（匈牙利語：Tiszajenő）是匈牙利亚斯-瑙吉孔-索尔诺克州所辖的一个村，总面积28.19平方公里，总人口1660，人口密度58.9人/平方公里（2010年1月1日）。